# Archivio centrale di Stato di Dresda

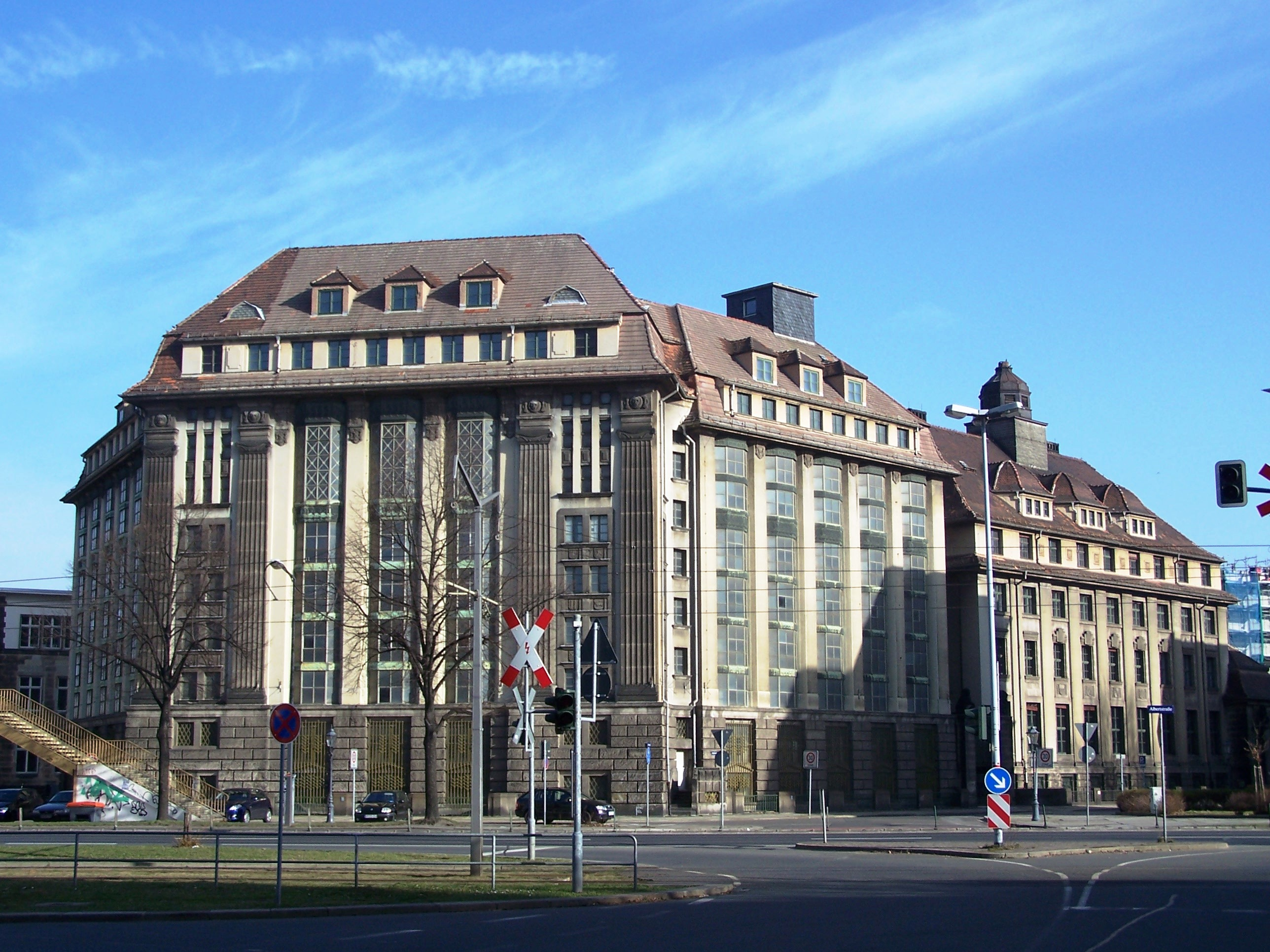
La sede principale dell'Archivio in Albertstraße (1915)

L’Archivio centrale di Stato di Dresda (in tedesco: Sächsisches Hauptstaatsarchiv Dresden) è il principale dei tre archivi che compongono l’Archivio di Stato della Sassonia (Sächsisches Staatsarchiv), quello che custodisce l'archivio ministeriale dello Stato libero di Sassonia e l'archivio degli organi centrali del Regno di Sassonia e dell'Elettorato di Sassonia.

## Storia
L'archivio dell'Elettorato di Sassonia era stato creato nel 1702 come Archivio Segreto (Geheimes Archiv).

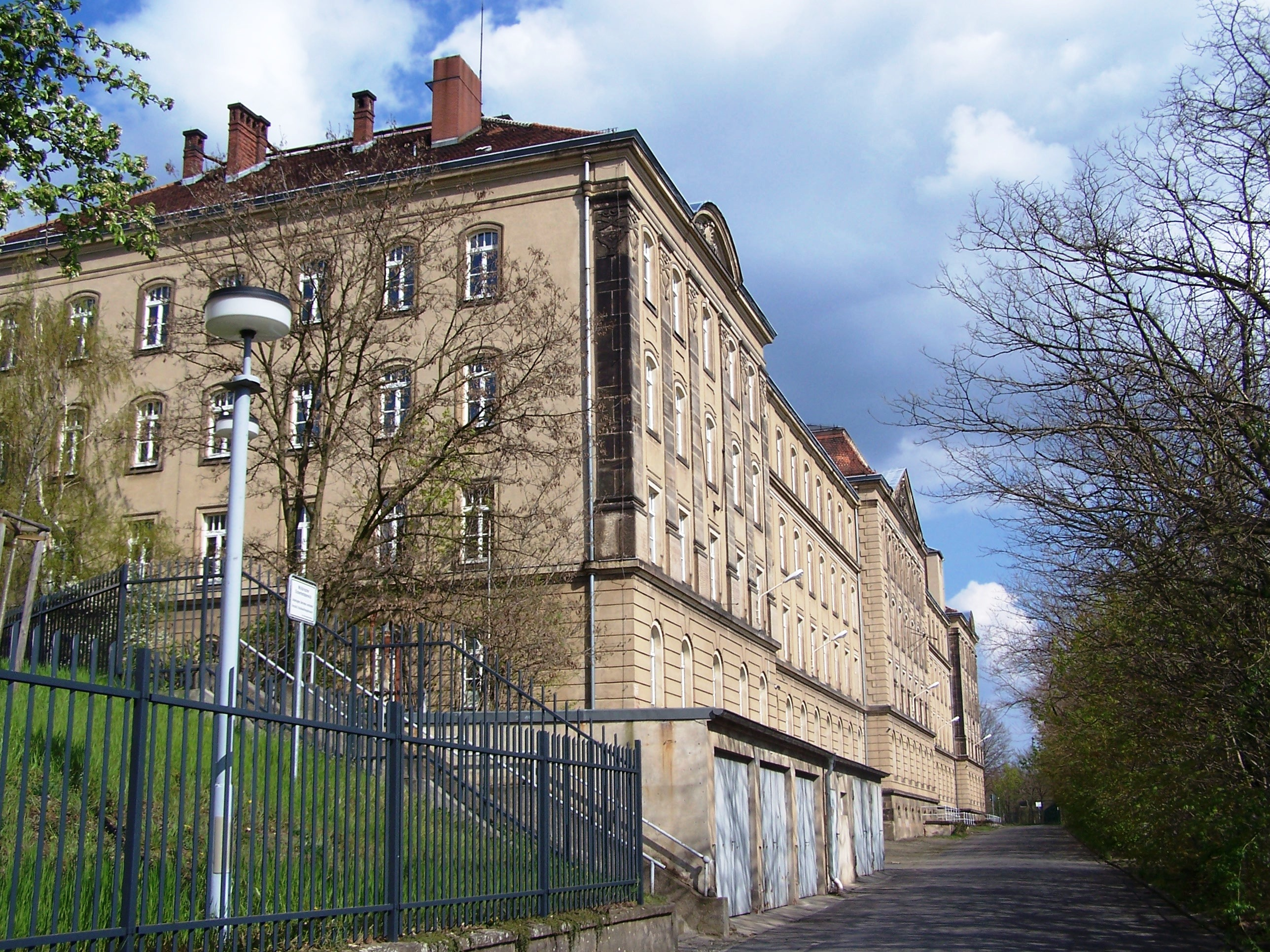
La precedente sede dell'Archivio, nell'edificio della Biblioteca regionale della Sassonia

Nel 1834 fu fondato l'attuale Archivio centrale di Stato per conservare i documenti relativi agli organi soppressi nell'ambito della riforma dell'amministrazione del 1831. Fino al 1933 era l'unico archivio nel Land Sassonia.
Nel 1952 prese il nome di Archivio Centrale Regionale di Dresda (Landeshauptarchiv Dresden) e nel 1965 fu rinominato Archivio di Stato di Dresda (Staatsarchiv Dresden)
Con la ricostituzione del Land Sassonia era, alla pari con gli archivi di Lipsia e Chemnitz, uno dei tre archivi di Stato della Sassonia. Con la creazione dell'Archivio di Stato della Sassonia, quello di Dresda è diventato l'Archivio centrale del Land.

## Patrimonio
Quello di Dresda è uno dei più grossi archivi di Stato tedeschi: ospita infatti circa quaranta chilometri di documenti, registri, atti, disegni, carte geografiche e frammenti, così come dati archiviati elettronicamente, lungo undici secoli di storia.
All'interno dell'Archivio di Stato della Sassonia, quello di Dresda è l'archivio competente per gli archivi dei ministeri, dei tribunali e degli altri enti pubblici nel cessato distretto di Dresda.

## Sede
La sede dell'Archivio si trova nella Innere Neustadt di Dresda. Dal 1915 è ospitato da un apposito edificio sulla Albertstraße.

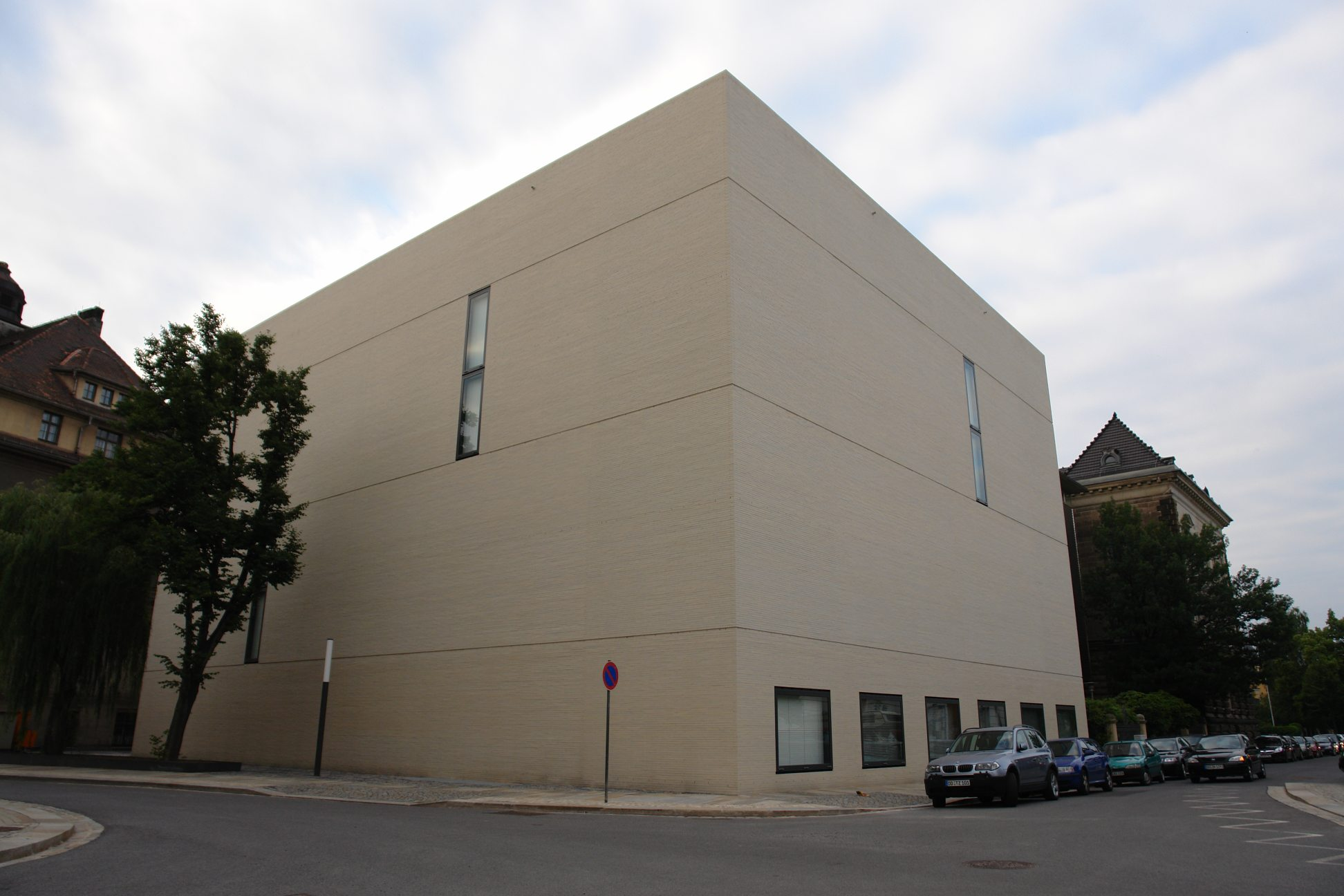
Il nuovo edificio del deposito (2008)

Nel 2007 è stato inaugurato poco lontano il nuovo edificio adibito a deposito.